# Região Transnacional de Oresund

A Região de Oresund - a Escânia na Suécia e as ilhas de Zelândia, Lolândia, Falster, Møn e Boríngia na Dinamarca.

A Região de Oresund (em sueco: Öresundsregionen; em dinamarquês: Øresundsregionen) é uma região transnacional abrangendo a Escânia na Suécia e as ilhas de Zelândia, Lolândia, Falster, Møn e Bornholm na Dinamarca.
É a maior região metropolitana dentro dos países nórdicos, conta com 3,58 milhões de habitantes, distribuídos pelos dois países, separados pelo Estreito de Öresund e ligados pela Ponte de Øresund, a maior da Europa conjugando rodovia e ferrovia. A maior cidade da região é Copenhague, capital da Dinamarca. As outras cidades importantes são, em ordem decrescente: Malmo (Suécia), Lund (Suécia), Helsimburgo (Suécia), Helsingør (Dinamarca) e Landskrona (Suécia).